# Station Schnega
Station Schnega (Bahnhof Schnega) is een spoorwegstation in de Duitse plaats Schnega-Bahnhof in de deelstaat Nedersaksen. Het station ligt aan de spoorlijn Stendal - Uelzen (Amerikalinie). Het station bevindt zich ongeveer twee kilometer ten zuiden van het dorp Schnega in de Landkreis Lüchow-Dannenberg. De komst van het station heeft het dorpsbeeld van Schnega bijzonder beïnvloed, omdat rond het station het dorpje Schnega-Bahnhof ontstond. Tegenwoordig halteren de op de spoorlijn rijdende Regional-Express-treinen op dit station, de langeafstandstreinen stoppen niet in Schnega. 
Daarnaast is het station Schnega een van de weinige herbouwde stations na de Duitse hereniging, een kruisingsstation aan het enkelsporing traject. Het station werd ook enige tijd gebruikt voor de Castortransporten naar de Zoutkoepel Gorleben, toen de spoorlijn Lüneburg - Dannenberg gesloten was.

## Indeling
Het station heeft twee zijperrons en deze hebben een abri. De perrons zijn niet onderling verbonden met een voetgangerstunnel of voetgangersbrug. Het bereiken van de andere zijde van het spoor kan door de verkeerstunnel ongeveer 100 meter ten noordoosten van het station.

## Verbindingen
Het station wordt bediend door treinen van DB Regio Südost. De volgende treinserie doet het station Schnega aan:
| Serie | Treinsoort                         | Route | Bijzonderheden             |
| ----- | ---------------------------------- | --- | -------------------------- |
| RE 20 | Regional-Express (DB Regio Südost) | Uelzen – Schnega – Salzwedel – Stendal Hbf – Magdeburg Hbf – Calbe (Saale) Ost – Köthen – Halle (Saale) Hbf | rijdt eenmaal per twee uur |